# Список книжок про російсько-українську війну
Список книжок про російсько-українську війну містить перелік книжок присвячених подіям російсько-української війни.

## Проза
| автор                                              | назва | мова оригіналу                | рік першого видання | відзнаки |
| -------------------------------------------------- | --- | ----------------------------- | ------------------- | --- |
| Горіха Зерня, Тамара                               | Доця | українська                    | 2019                | Книга року BBC (2019)                                                                                               |
| Влад Якушев                                        | Карателі | українська                    | 2018                | |
| Вячеслав Савченко                                  | Морський вузол | російська                     | 2018                | Премія імені Богдана Хмельницького за краще висвітлення військової тематики у творах літератури та мистецтва (2019) |
| Наталія Нагорна                                    | Повернутися з війни | українська                    | 2018                | |
| Роман Зіненко                                      | Іловайський щоденник | українська, російська         | 2017                | |
| Жадан, Сергій                                      | Інтернат | українська                    | 2017                | Найкраща книга 24 Форуму Видавців у номінації «Сучасна українська проза» (2017)                                     |
| Рафєєнко, Володимир                                | Довгі часи (Долгота дней) | російська                     | 2017                | |
| Лойко, Сергій                                      | Рейс | російська                     | 2017                | |
| Іванюк, Олександра                                 | Аморте | українська                    | 2017                | |
| Положій, Євген                                     | 5 секунд, 5 днів | українська                    | 2016                | |
| Жолдак, Богдан                                     | Укри | українська                    | 2016                | Воїн Світла (2016)                                                                                                  |
| Василь Шкляр                                       | Чорне Сонце або дума про братів азовських | українська                    | 2015                | |
| Лойко, Сергій                                      | Аеропорт | російська                     | 2015                | |
| Положій, Євген                                     | Іловайськ | українська                    | 2015                | |
| Бутченко, Максим                                   | Художник війни (Художник войны) | російська                     | 2015                | |
| Івченко, Владислав                                 | 2014 | українська                    | 2015                | ЛітАкцент року (2015)                                                                                               |
| Талан, Світлана                                    | Оголений нерв | українська                    | 2015                | Коронація слова (2014)                                                                                              |
| Талан, Світлана                                    | Повернутися дощем | українська                    | 2016                | |
| Вдовиченко, Галина                                 | Маріупольський процес | українська                    | 2015                | Коронація слова (2015)                                                                                              |
| Цаплієнко, Андрій                                  | Книга змін | українська                    | 2015                | |
| Ананьєв Валерій                                    | Сліди на дорозі | українська                    | 2018                | |
| Бабіч Гліб                                         | Вірші та пісні | українська                    | 2021                | |
| Базар Володимир                                    | Світло (оповідання+вірші) | українська                    | 2017                | |
| Базар Володимир                                    | Мандрівник (2 оповідання + вірші) | українська                    | 2016                | |
| Базар Володимир                                    | Мені не сумно | українська                    | 2015                | |
| Бессараб Андрій                                    | Ми не маємо права не бути сильними | українська                    | 2018                | |
| Билина Петро                                       | Війна кличе. Стань переможцем! | українська                    | 2017                | |
| Билина Петро                                       | Моя війна | українська                    | 2019                | |
| Білозерська Олена                                  | Щоденник нелегального солдата | українська                    | 2019                | |
| Білюга Андрій                                      | Східний сон | українська                    | 2021                | |
| Богдан Иван                                        | Мариуполь 2014 | російська                     | 2016                | |
| Богдан Іван                                        | Патріотв'язні | українська                    | 2018                | |
| Богдан Іван                                        | По той бік окопів | українська                    | 2020                | |
| Боровик Руслан                                     | ДАП (фотоальбом) |                               | 2015                | |
| Бородай Олег                                       | Вогневий вал | українська                    | 2022                | |
| Бородатий Броніслав                                | Казки діда Броніка | українська                    | 2019                | |
| Борта Руслан                                       | Повість про паралельний полк (помста Чорного прапора)                                                                                        | українська                    | 2020                | |
| Борта Руслан                                       | Стандарти хотівших в НАТО | українська                    | 2021                | |
| Борта Руслан                                       | Стандарти хотівших в НАТО 2 | українська                    | 2021                | |
| Борта Руслан                                       | Стандарти хотівших у НАТО-3 | українська                    | 2022                | |
| Борта Руслан                                       | Те, що я купив до війни | українська                    | 2022                | |
| Брест Мартин                                       | Пехота | російська                     | 2017                | |
| Брест Мартин                                       | Пехота 2. Збройники | російська                     | 2019                | |
| Брест Мартин                                       | Пехота 3. Териконы | російська                     | 2019                | |
| Брест Мартин                                       | Верочка (військово-політична сатира) | російська                     | 2020                | |
| Брест Мартін                                       | Піхота. Наша земля | українська                    | 2021                | |
| Брест Мартин, Сергей Сергеевич (Сайгон)            | Мозамбик |                               | 2021                | |
| Валерія Бурлакова                                  | Життя P.S | українська                    | 2016                | |
| Бутко Макс                                         | #Записки з війни | українська                    | 2020                | |
| Вдовиченко Олександр                               | 72. Записки комбата. Позивний "Слов'ян" | українська                    | 2021                | |
| Вербич Дмитро                                      | Точка неповернення | українська                    | 2020                | |
| Вільчинський Олександр                             | У степу під Авдіївкою | українська                    | 2018                | |
| Воробец Андрей                                     | Заметки на полях войны | російська                     | 2019                | |
| Воронін Микола                                     | Фантасмагорії цілі | українська                    | 2019                | |
| Гадіон Володимир                                   | Друга лінія. (Не) тактичні історії | українська                    | 2020                | |
| Гаєвський Ілля                                     | Пазл | українська                    | 2021                | |
| Глухів Володимир                                   | РнР. Реєстр непотрібних речей | українська                    | 2018                | |
| Упоряд. Ганжа Леся                                 | Голос війни: історії ветеранів | українська                    | 2017                | |
| Гошко Борис                                        | Люди війни | українська                    | 2018                | |
| Гошко Борис                                        | Тил | українська                    | 2019                | |
| Гридін Сергій                                      | Сапери | українська                    | 2017                | |
| Гридін Сергій                                      | Чужий | українська                    | 2019                | |
| Гуменюк Борис                                      | Блокпост | українська                    | 2016                | |
| Гуменюк Борис                                      | 100 новел про війну | українська                    | 2018                | |
| Гуменюк Андрій                                     | Пісні війни: етюди про війну | українська                    | 2018                | |
| Данилюк Олександр                                  | Ті, що втомились боятися: Дебальцеве 2015 очима фронтового лікаря                                                                            | українська                    | 2020                | |
| Єрьомін Артем                                      | Записки Макара | українська                    | 2021                | |
|                                                    | З бліндажів за грати (збірка спогадів) | українська                    | 2021                | |
| Заглоба Єжи                                        | Пух форевер | українська                    | 2022                | |
| Залевский Виктор                                   | Под флагом 95-ки: АТО глазами мобилизованного херсонца (вірші, статті, спогади)                                                              | російська                     | 2016                | |
| Запека Віталій                                     | Батальйон "Полтава" | українська                    | 2018                | |
| Запека Віталій                                     | Цуцик | українська                    | 2019                | |
| Запека Віталій                                     | Герої, херої та не дуже | українська                    | 2020                | |
| Запека Віталій                                     | Бабах на всю голову | українська                    | 2022                | |
| Зінич Євген                                        | Волонтерські щоденники | українська                    | 2020                | |
| Зіненко Роман                                      | Війна, якої не було. Хроніка Іловайської трагедії. Кн.1                                                                                      | українська                    | 2019                | |
| Зіненко Роман                                      | Війна, якої не було. Хроніка Іловайської трагедії. Кн.2                                                                                      | українська                    | 2019                | |
| Кириченко Андрій                                   | Мисливці за градами | українська                    | 2022                | |
| Кісько Артем                                       | Некомбатанти | українська                    | 2021                | |
| Коротя Володимир                                   | Пригоди Фантома | українська                    | 2019                | |
| Коротя Володмир                                    | Роздуми Фантома про державотворення | українська                    | 2022                | |
| Костюк Олег                                        | Прифронтовая | російська                     | 2021                | |
| Костюк Олег                                        | Скорбь и безумие | російська                     | 2022                | |
| Кравчук Анатолій                                   | Місце сили | українська                    | 2020                | |
| Крайнюк Станіслав                                  | Rattenkönig или Армейский подход | російська                     | 2021                | |
| Красильников Андрей                                | Как я стал бандеровцем. Тень платана | російська                     | 2016                | |
| Кромпляс Олесь                                     | Промка (фотоальбом) |                               | 2017                | |
| Кудін Віталій                                      | Записи фронтового кореспондента | українська                    | 2017                | |
| Кулик Роман, Майоров Максим                        | 2014: початок російсько-української війни | українська                    | 2019                | |
| Кутовий Борис                                      | Листи здалеку | українська                    | 2019                | |
| Кутовий Борис                                      | Повість про срібну флейту | українська                    | 2020                | |
| Кушнір Богдан                                      | На лінії зіткнення. Любов і ненависть | українська                    | 2018                | |
| Кушнір Богдан                                      | Таки війна… Із щоденника офіцера сектору "А"                                                                                                 | українська                    | 2020                | |
| Кушнір Богдан                                      | Невидима павутина | українська                    | 2015                | |
| Лазарович Микола                                   | Російсько-Українська війна (2014-2017 роки): короткий нарис                                                                                  | українська                    | 2018                | |
| Лазарович Микола                                   | Душу й тіло ми положим за нашу свободу: Україна в боротьбі проти збройної аґресії Російської Федерації (2014–2020 роки)                      | українська                    | 2020                | |
| Лисак Олександр                                    | Синдром фантомного болю | українська                    | 2016                | |
| Мазур Оксана                                       | Стрес комбата | українська                    | 2019                | |
| Мазурчук Васіліса (Трофімович)                     | Любов на лінії вогню | українська                    | 2016/2021           | |
| Мазурчук Васіліса                                  | Казки Донбасу | українська                    | 2020                | |
| Маляренко Олена                                    | Жизель і мир | українська, російська, суржик | 2023                | |
| Мамалуй Александр                                  | Военный дневник (2014-2015) | російська                     | 2016/2019           | |
| Матвіїв Тарас                                      | Мої думки: ритмопроза | українська                    | 2022                | |
| Матюхін Леонід, Головащенко Юрій, Підопригора Ігор | А мама зрозуміє… Крим-2014 невидумані історії                                                                                                | українська                    | 2019                | |
| Меньшов Олександр                                  | Я, Фокс і окупація: щоденник херсонця | українська                    | 2022                | |
| Михайлишин Ігор                                    | Танець смерті. Щоденник добровольця батальйону «Донбас»                                                                                      | українська                    | 2019                | |
| Михайлишин Ігор                                    | Фуга #119 в тональності полону | українська                    | 2020/2021           | |
| Михайленко Данило                                  | Весна, що не стала "русской" | українська                    | 2019                | |
| Михед Олександр                                    | Котик, Півник, Шафка | українська                    | 2022                | |
| Мовчан Альона                                      | Окупація | українська                    | 2023                | |
| Мокренчук Олена                                    | Аліска, фронтова лисичка | українська                    | 2018                | |
| Мокренчук Олена                                    | Афінка з «Куби» | українська                    | 2019                | |
| Мокренчук Олена (упор.)                            | Листи на фронт. Діти Луганщини нашим захисникам                                                                                              | українська                    | 2022                | |
| Молчанов Геннадій                                  | Перемир'я | українська                    | 2018                | |
| Мончак Олександр                                   | Країна Ведмежандія (дитяча книга) | українська                    | 2018                | |
| Мороз Сергій                                       | Айдар. Літо 2014. Спогади рядового солдата. Щоденник Горця                                                                                   | українська                    | 2020                | |
| Музыка Максим, Пальваль Андрій                     | Саур-Могила. Военные дневники | російська                     | 2016                | |
| Музика Максим, Пальваль Андрій, Потєхін Петро      | Савур-Могила. Військові щоденники | українська                    | 2019                | |
| Мулік Василь                                       | Congo-Донбас. Гвинтокрилі флешбеки | українська                    | 2021                | |
| Набєгов Роман                                      | Ни шагу назад (книга прози, поезії загиблого військового під час виходу з Іловайска та спогади про нього, видані його мамою Оксана Набєгова) | російська                     | 2015                | |
| Набєгов Роман                                      | Я за Україну | українська                    | 2020                | |
| Ніколаєв Микола                                    | Щоденник (не)професійного військового | українська                    | 2019                | |
| Обертайло Григорій                                 | Скепсис | українська                    | 2018                | |
| Обертайло Григорій                                 | Розірвані гердани | українська                    | 2020                | |
| Орел Ігор                                          | Хроніка одного батальйону | українська                    | 2016                | |
| Орел Ігор                                          | Зрада і війна, або Хто ж таки, курва, винен, трясця його матері?                                                                             | українська                    | 2021                | |
| Пайкин Алексей                                     | Неудобные зарисовки гибридной войны | російська                     | 2017                | |
| Пайкин Алексей                                     | Путь домой | російська                     | 2018                | |
| Паламарчук Василь                                  | Військовий непотріб | українська                    | 2019/2020           | |
| Патрік UA                                          | Герої сучасності | українська                    | 2019                | |
| Патрік                                             | Політ метелика | українська                    | 2020                | |
| Патрік Адаменко                                    | Герої сучасності-2 | українська                    | 2021                | |
| Петренко Максим                                    | Спокійної ночі | українська                    | 2019                | |
| Петров Алексей                                     | Кофе с привкусом пепла | російська                     | 2018                | |
| Піддубний Василь                                   | Словник солдатського сленгу своїми словами                                                                                                   | українська                    | 2019                | |
| Піддубний Василь                                   | Історії | українська                    | 2020                | |
| Піддубний Василь                                   | Татова донечка | українська                    | 2021                | |
| Піддубний Василь                                   | Повний автобус героїв | українська                    | 2021                | |
| Упоряд. Ю.Стеценко                                 | Пісні нескорених війною. Частина І | українська                    | 2020                | |
| Упоряд. Ю.Стеценко                                 | Пісні нескорених війною. Частина ІІ | українська                    | 2021                | |
| Підопригора Ігор                                   | Весна 14: ... отака ось хренова весна | українська                    | 2017                | |
| Позывной "Рудик"                                   | Дневник "фашиста" | російська                     | 2016                | |
| Позивний "Вирій"                                   | Жадання фронту | українська                    | 2016/2017           | |
| Позивний "Крим"                                    | Війна у соняшниках | українська                    | 2016                | |
| Позивной "Крим"                                    | Азовские воспоминания | російська                     | 2016                | |
| Позивний "Воланд"                                  | Вальгалла-экспресс | російська                     | 2016/2017           | |
| Позивний "Воланд"                                  | Азовські спогади | українська                    | 2016                | |
| Позивний "Хорт"                                    | Останні посмішки Іловайська | українська                    | 2017                | |
| Полтавець Іван                                     | Не геройські мемуари | українська                    | 2022                | |
| Попик Артем                                        | Про котел та інші оповідки | українська                    | 2020                | |
| Поровський Микола                                  | Щоб в синім небі стрічка золота.. Записки "замполіта" полку кіборгів                                                                         | українська                    | 2018                | |
| Прозапас Валерій                                   | Хроніка революції, війни та реваншу | українська                    | 2021                | |
| Пузік Валерій                                      | Моноліт | українська                    | 2018                | |
| Пузік Валерій, Тихий Володимир                     | Наші котики. Бліндаж | українська                    | 2020                | |
| Пузік Валерій                                      | Я бачив його живим, мертвим і знову живим | українська                    | 2020                | |
| Пузік Валерій                                      | Шахта. Ранкове зведення | українська                    | 2021                | |
| Пузік Валерій                                      | Тимчасово невстановлений | українська                    | 2021                | |
| Пузік Валерій                                      | З любов'ю — тато | українська                    | 2023                | |
| Раєвський В'ячеслав                                | Позитиvv. Спогади. Від радянського курсанта до захисника України                                                                             | українська                    | 2021                | |
| Регеша Володимир, Тарасова Віталіна                | І в штиль і в шторм | українська                    | 2020                | |
| Регеша Володимир                                   | 5:30 за київським часом | українська                    | 2021                | |
| Родін Ігор                                         | Батальйон "Донбас". Записки добровольця"/ "Батальон "Донбас". Записки добровольца"                                                           | рос/укр                       | 2020/2019           | |
| Розлуцький Назар                                   | Нотатник мобілізованого | українська                    | 2018                | |
| Руденко Юрий                                       | Психи двух морей | російська                     | 2017                | |
| Руденко Юрий                                       | Свет и кирпич | російська                     | 2019                | |
| Руденко Юрій                                       | War.Ru | російська                     | 2020                | |
| Савченко Вячеслав                                  | Морской узел-2. Бремя ангелов | російська                     | 2020                | |
| Савченко Вячеслав                                  | Морской узел-3. Слезы ангелов | російська                     | 2022                | |
| Сейко Ігор                                         | Будемо жити! Я- Скіп… | українська                    | 2021                | |
| Сергеевич Сергей (Сайгон)                          | Грязь"[*Khaki] Грязь.Khaki |                               | 2018                | |
| Упор. Василь Піддубний                             | Слово про війну (збірка від військових та волонтерів)                                                                                        | українська                    | 2018                | |
| Упор. Василь Піддубний                             | Слово про війну 2. 4.5.0 | українська                    | 2018                | |
| Упор. Василь Піддубний                             | Слово про війну 3 | українська                    | 2019                | |
| Сова Андрій (Плохіш)                               | Звіт за серпень '14 | українська                    | 2017                | |
| Солтис Петро                                       | 370 днів у камуфляжі (записки артилериста)                                                                                                   | українська                    | 2016                | |
| Сорд Влад                                          | Безодня | українська                    | 2019                | |
| Сорд Влад                                          | "+++" | українська                    | 2019                | |
| Стародуб Сергій                                    | Моя психоделіка АТО | українська                    |                     | |
| Стеблюк Всеволод                                   | Синдром АТО. Нотатки "Айболита" | українська                    | 2017                | |
| Степаненко Дмитро                                  | Фронтовий щоденник. Окопні історії | українська                    | 2016                | |
| Стрельцова Юлія, Башков Сергій                     | Понад життя | українська                    | 2021                | |
| Терещенко Олександр                                | Життя після 16:30 | українська                    | 2018                | |
| Терещенко Олександр                                | Життя після 16:30. Сім років потому | українська                    | 2021                | |
| Тимчук Володимир                                   | Вогнити! Вижити! Перемогти! | українська                    | 2017                | |
| Тимчук Володимир                                   | Донецький аеропорт | українська                    | 2014                | |
| Тітко Ілля                                         | Формула крові | українська                    | 2019                | |
|                                                    | У вогняному кільці. Оборона Луганського аеропорту (збірка спогадів)                                                                          | українська                    | 2018                | |
| Уайт Вольф                                         | Інші янголи | українська                    | 2020                | |
| Укран Михайло                                      | Червлене літо | українська                    | 2019                | |
| Ухман Михайло                                      | Люди волі: шляхи на війні | українська                    | 2020                | |
| Фімін Геннадій                                     | Доброволець "Сумрака" | українська                    | 2016                | |
| Харченко Геннадій                                  | Щоденник артилериста/Дневник артиллериста | укр/рос                       | 2020/2019           | |
| Чабала Костянтин                                   | Вовче | українська                    | 2017                | |
| Чернієнко Віктор                                   | Щоденник військового лікаря | українська                    | 2020                | |
| Чернієнко Віктор                                   | Боже, бережи Україну! : на реальних подіях формування Іловайського котла                                                                     | українська                    | 2018                | |
| Чех Артем                                          | Точка нуль | українська                    | 2017                | |
| Чорна Оксана                                       | Позывной "Касандра": лето-2015" | російська                     | 2019                | |
| Укл. Маріанна Хомерікі                             | Широкинська операція (полк "Азов") |                               | 2016                | |
| Упор. полк "Азов", Ольга Кравченко                 | Широкинська операція / Shyrokyne operation                                                                                                   |                               | 2021                | |
| Якорнов Дмитрий                                    | То АТО. Дневник добровольца | російська                     | 2016                | |
| Якушев Влад                                        | Мобілізяка | українська                    | 2022                | |
|                                                    | Я в серці маю те, що не вмирає! (альманах творів учасників АТО/ООС)                                                                          |                               | 2021                | |
| Дзюба Віталій (Богодар)                            | Визвольна війна 2014 -… 1 рота | українська                    | 2018                | |
| Зелінський Андрій                                  | Соняхи. Духовність під час війни | українська                    | 2015                | |
| Зелінський Андрій                                  | На ріках вавилонських | українська                    | 2016                | |
| Зелінський Андрій                                  | Вести! Боротися! Перемагати! | українська                    | 2017                | |
| Зелінський Андрій                                  | Моя мандрівка у Країну морпіхів. Із щоденника капелана                                                                                       | українська                    | 2021                | |
| Ільків Юрій                                        | Криворізький кобзар | українська                    | 2018                | |
| Кізілов В'ячеслав                                  | Капелани | українська                    | 2019                | |
| 19 українців                                       | Дюскотс. Народження героїв | українська                    | 2023                | |
| Присяжний Димитрій                                 | Зі зброєю в руках – із молитвою на вустах. Нотатки українського капелана                                                                     | українська                    | 2019                | |
| Сало Орест-Роман                                   | Прагнення волі. Спогади військового капелана                                                                                                 | українська                    | 2018                | |

## Поезія
| автор                 | назва                                                                  | мова оригіналу | рік першого видання | відзнаки |
| --------------------- | ---------------------------------------------------------------------- | -------------- | ------------------- | -------- |
| Бик Олекса            | Вірші на руці                                                          | українська     | 2017                |          |
| Блажко Костя          | Небо з нами                                                            | українська     | 2017                |          |
| Бородай Олег          | Відлуння окопів                                                        | українська     | 2018                |          |
| Бородай Олег          | Релаксація душі                                                        | українська     | 2021                |          |
| Вишебаба Павло        | Тільки не пиши мені про війну                                          | українська     | 2022                |          |
|                       | В.О.П. Війною ограновані поезії                                        | українська     | 2018                |          |
| Воронін Микола        | Вірші одного кіборга                                                   | українська     | 2017                |          |
| Герасим'юк Олена      | Тюремна пісня                                                          | українська     | 2020                |          |
| Глушук Валерій        | Пісні і вірші, народжені в АТО                                         | українська     |                     |          |
| Гошилик Олександр     | Міст через вічність                                                    | українська     | 2016                |          |
| Гуменюк Борис         | Вірші з війни                                                          | українська     | 2014/2015/2018      |          |
| Гуцол Валерій         | Біль серця                                                             | українська     | 2016                |          |
| Залевский Виктор      | Параллели.ua                                                           | російська      | 2018                |          |
| Залевський Віктор     | Записки очевидця                                                       | українська     | 2017                |          |
| Залевський Віктор     | Мені не все одно                                                       | українська     | 2019                |          |
| Залевский Виктор      | Укради меня у войны                                                    | російська      | 2020                |          |
| Карпиленко Валерія    | Квіти і зброя                                                          | українська     | 2021                |          |
| Кириченко Андрій      | От така війна!                                                         | українська     | 2017                |          |
| Кириченко Андрій      | Це наша правда!                                                        | українська     | 2018                |          |
| Кириченко Андрій      | Гільзи у кишені                                                        | українська     | 2019                |          |
| Кириченко Андрій      | Крига ангельських крил                                                 | українська     | 2021                |          |
| Короташ Олег          | Бордель для військових                                                 | українська     | 2017                |          |
| Косарєв Вадим         | Генератор підсвідомості                                                | українська     | 2017                |          |
| Лисак Олександр       | Шрамована пам'ять                                                      | українська     | 2018                |          |
| Мовчан Альона         | Дім-Дим                                                                | українська     | 2023                |          |
| Музыка Максим (Зоран) | #тихотворения                                                          | російська      | 2016                |          |
| Музыка Максим         | Зоран: Всем тем, кто верит, но не ждет                                 | російська      | 2016                |          |
| Пантюк Сергій         | Так мовчав Заратустра                                                  | українська     | 2017                |          |
| Патола Володимир      | Грань                                                                  | українська     | 2016                |          |
| Приймук Виталий       | Свеча горит                                                            | російська      | 2019                |          |
| Розлуцький Назар      | Прочани                                                                | українська     | 2019                |          |
| Упор. О. Задорожна    | Рядки з передової. Антологія поетів, опалених війною                   |                | 2018                |          |
| Скальд Сергій         | Навиліт. Рими калібру 5.45                                             | українська     | 2018                |          |
| Сорд Влад             | Трансгрес(і)я                                                          | українська     | 2016                |          |
| Тимчук Володимир      | Зі сходом сонця                                                        | українська     | 2020                |          |
| Тимчук Володмир       | Зіскрижалені Азовом                                                    | українська     | 2020                |          |
|                       | Там, де вдома (поезія, збірка і мультимедійний проект)                 |                | 2019                |          |
| Упор.Калашніков О.    | Холоднеча війни (збірка поезії від військових 26бригади та волонтерів) |                | 2020                |          |
| Чорногуз Ярина        | Як вигинається воєнне коло                                             | українська     | 2020                |          |
| Щербик Юрій           | На лінії невидимих фронтів                                             | українська     | 2017/2018           |          |
| Щербик Юрій           | Небо Донбасса                                                          |                | 2016                |          |
| Щербик Юрій           | Рано жити майбутнім (поезія, щоденник)                                 | українська     | 2018                |          |